# Zabytaja melodija dlja flejty
Zabytaja melodija dlja flejty (russisk: Забытая мелодия для флейты, da: Glemt melodi for fløjte) er en sovjetisk spillefilm fra 1987 i strueret af Eldar Rjasanov.

## Medvirkende
- Leonid Filatov - Leonid Filimonov
- Tatjana Dogileva - Lida
- Irina Kuptjenko - Jelena
- Valentin Gaft - Odinokov
- Vsevolod Sanajev - Jaroslav Stepanovitj